# Shanxi Loongs
Los Shanxi Loongs (山西汾酒猛龙) son un equipo de baloncesto equipo de la División Norte de la Chinese Basketball Association, con sede en Taiyuan, Shanxi.

## Historia
Originalmente conocida como la Henan Dragons Renhe (河南 仁 和), debido al patrocinio de las empresas de Henan Renhe Group (河南 仁 和 集团), se renombró como resultado de un acuerdo firmado con Henan Jiyuan Plancha & Steel Group Co., Ltd. (河南 济源 钢铁 集团) a principios de noviembre antes de la temporada regular. En relación con esto, se mudó de su ciudad natal original, de Zhengzhou a Jiyuan, en medio de su primera temporada. De 2004-2006 eran conocidos como los Dragones de Henan Jigang (河南 济 钢 猛龙) o dragones Jigang Henan Henan (Jigang es una abreviatura de gangtie Jiyuan o Jiyuan Hierro y acero), con sede en Luoyang y Jiyuan, Henan.
En la temporada 2004-2005, los Dragones de Henan terminaron en séptimo y último lugar de la División del Norte, fuera de los playoffs. En el período 2005-2006 sufrieron el mismo destino.
Por la temporada CBA 2006-2007, el equipo se trasladó a Taiyuan, Y ahora se conoce como Shanxi Zhongyu. El equipo le ha ido un poco mejor desde que se mudó a Shanxi.
En enero de 2010, el Shanxi Zhongyu ficharon al exjugador de la NBA Stephon Marbury.
Para la temporada 2012-2013, fichó a un entrenador español, Chus Mateo.